# Liste der Kölner Denkmäler 1871 bis 1918
In Köln sind in der Epoche des Deutschen Kaiserreichs von 1871 bis 1918 zahlreiche Denkmäler, Reliefs, Büsten, Gedenksteine, und -tafeln zu unterschiedlichen Anlässen im öffentlichen Raum, meist unter großer Beteiligung der Kölner Bevölkerung, aufgestellt worden. Neben privat finanzierten Denkmälern wurden in der Kaiserzeit auch viele Objekte durch Stiftungen und Sammlungen in der Bürgerschaft finanziert und von namhaften Künstlern ausgeführt. Die üblichste Denkmalform in dieser Zeit war das Personendenkmal in Form von Standbildern, Porträts oder Reliefs.
Einige der Denkmäler wurden während des Zweiten Weltkrieges zerstört oder eingeschmolzen. Andere sind auch noch in der Nachkriegszeit verschollen, wurden versetzt oder abgeräumt.
Die kunsthistorisch und stadtgeschichtlich wichtigsten Werke aus dieser Zeit sind die großen Standbilder und Monumentaldenkmäler, wie:
- Das linksrheinische Reiterstandbild Friedrich III. an der Hohenzollernbrücke.
- Das linksrheinische Reiterstandbild Wilhelm II. an der Hohenzollernbrücke.
- Der Bismarckturm im Stadtteil Marienburg.

Viele der in dieser Zeit errichteten Kleindenkmäler und Reliefs befinden sich auf Grabanlagen des Friedhofs Melaten.
| zu Ehren von …                         | Standort                                                                      | Künstler                                    | Form und Material                                      | Auftraggeber                                                | Einweihung    | Erhaltung                                                     | Bemerkungen                                                                   | Bild |
| -------------------------------------- | ----------------------------------------------------------------------------- | ------------------------------------------- | ------------------------------------------------------ | ----------------------------------------------------------- | ------------- | ------------------------------------------------------------- | ----------------------------------------------------------------------------- | ---- |
| Johann Peter Balthasar Kreuser         | Melaten-Friedhof (Lit. A, zw. Lit. G und R)                                   | Peter Fuchs                                 | Porträtmedaillon an Steele, Marmor                     | Freunde und Schüler                                         | 18. Okt. 1872 | zerstört                                                      | rekonstruiert                                                                 |      |
| Robert von Frankenberg und Ludwigsdorf | Melaten-Friedhof (Lit. C, zw. R und U, Nr. 273–275)                           | Heinz Hoffmeister                           | Statue, Marmor                                         | Komitee unter Vorsitz OB Alexander Bachem                   | 23. Juli 1875 | erhalten                                                      |                                                                               |      |
| Otto von Bismarck                      | Augustinerplatz (heute Pipinstraße)                                           | Fritz Schaper                               | Statue, Bronze                                         | Stadt Köln                                                  | 1. Apr. 1879  | in den Nachkriegswirren aus dem Hof des Stadthauses gestohlen | Bismarck-Denkmal (Köln)                                                       |      |
| Franz Weber                            | Melaten-Friedhof (Lit. M, zw. HWG und Lit.P, Nr. 212/213)                     | Anton Werres                                | Grabdenkmal mit Büste, Marmor                          | Kölner Männer-Gesang-Verein                                 | 6. Okt. 1879  | erhalten                                                      |                                                                               |      |
| Heinrich Bürgers                       | Melaten-Friedhof                                                              | Anton Werres                                | Porträtmedaillon an Obelisk, Bronze                    | Deutsche Fortschrittspartei                                 | 27. Juni 1880 | zerstört                                                      |                                                                               |      |
| Helmuth Karl Bernhard von Moltke       | Laurenzplatz                                                                  | Fritz Schaper                               | Standbild, Bronze                                      | Komitee von Bürgern                                         | 1. Apr. 1881  | im Zweiten Weltkrieg zerstört                                 |                                                                               |      |
| Caspar Garthe                          | Zoologischer Garten Köln                                                      | Anton Werres                                | Büstendenkmal, Bronze                                  | Komitee                                                     | 26. Sep. 1886 | erhalten                                                      |                                                                               |      |
| Ferdinand von Hiller                   | Melaten-Friedhof (HWG, zw. Lit. M und T, Nr. 347)                             | Anton Werres                                | Büstendenkmal, Marmor                                  | Gürzenich Goncert-Gesellschaft                              | 24. Okt. 1886 | erhalten                                                      |                                                                               |      |
| Johann Wilhelm Kaesen                  | Volksgarten                                                                   | Anton Werres                                | Büstendenkmal, Bronze                                  | Stadt Köln                                                  | 12. März 1892 | Büste nach dem Zweiten Weltkrieg gestohlen, Sockel erhalten   | Büste: Replik des Aachener Künstlers Ákos Sziráki                             |      |
| Gerhard Schönen                        | Melaten-Friedhof (Lit. J, zw. E und F, Nr. 176)                               | Wilhelm Fassbinder                          | Büstendenkmal, Bronze                                  | Lehrerschaft des Regierungsbezirks Köln                     | 23. Juni 1894 | erhalten                                                      |                                                                               |      |
| Wilhelm I.                             | Kaiser-Wilhelm-Ring                                                           | Richard Anders                              | Reiterstandbild, Bronze                                | Stadt Köln                                                  | 18. Juni 1897 | 1943 eingeschmolzen                                           | Zinkgussmodell im Kölnischen Stadtmuseum erhalten                             |      |
| Wilhelm I.                             | Stadt Mülheim am Rhein, Rheinufer                                             | Clemens Buscher                             | Reiterstandbild, Bronze                                | Stadt Mülheim am Rhein unter Beteiligung der Kriegervereine | 16. Okt. 1898 | 1943 eingeschmolzen                                           | Reliefs erhalten                                                              |      |
| Friedrich von Schmidt                  | Westwand Herz-Jesu-Kirche Zülpicher Platz                                     | Ernst Pfeifer                               | Relief mit Büste, Bronze                               | Komitee                                                     | Nov. 1898     | verloren                                                      |                                                                               |      |
| Ferdinand Franz Wallraf                | Vor dem ehem. Wallraf-Richartz-Museum, heute Museum für Angewandte Kunst Köln | Wilhelm Albermann                           | Sitzfigur, Bronze                                      | Stadt Köln                                                  | 10. Apr. 1900 | erhalten                                                      |                                                                               |      |
| Johann Heinrich Richartz               | Vor dem ehem. Wallraf-Richartz-Museum, heute Museum für Angewandte Kunst Köln | Wilhelm Albermann                           | Sitzfigur, Bronze                                      | Stadt Köln                                                  | 10. Apr. 1900 | erhalten                                                      |                                                                               |      |
| Hermann Auerbach                       | Melaten-Friedhof (Flur 64, Nr. 51)                                            | unbekannt                                   | Porträtmedaillon, Bronze                               | Verband rheinisch-westfälischer Stenografen                 | 8. Mai 1900   | erhalten                                                      |                                                                               |      |
| Otto von Bismarck                      | Oberländer Ufer, Marienburg                                                   | Arnold Hartmann (Ausführung:Wilhelm Asbach) | Bismarckturm, Grauwacke-Mauerwerk mit weißer Ausfugung | Komitee (Initiator: Ingenieur Franz Schulz)                 | 21. Juni 1903 | erhalten                                                      | Bismarckturm (Köln)                                                           |      |
| Adolph Kolping                         | Vor Minoritenkirche (Kolpingplatz)                                            | Johann Baptist Schreiner                    | Standbild, Bronze                                      | Kolpingverein                                               | 12. Juli 1903 | erhalten                                                      | Adolph-Kolping-Denkmal (Köln) Bronceguss Förster u. Kracht (Düsseldorf), 1903 |      |
| Augusta von Sachsen-Weimar-Eisenach    | Kaiser-Wilhelm-Ring Ecke Göbenstraße                                          | Heinrich Stockmann Franz Dorrenbach         | Sitzfigur, Marmor                                      | Stadt Köln                                                  | 1. Okt. 1903  | zerstört im Zweiten Weltkrieg                                 | Kopf erhalten im Kölnischen Stadtmuseum                                       |      |
| Friedrich III.                         | Kaiser-Friedrich-Ufer/Deutscher Ring                                          | Peter Breuer                                | Reiterstandbild, Bronze                                | Verband der Vereine und Innungen                            | 1. Okt. 1903  | zerstört                                                      | 1943 eingeschmolzen                                                           |      |
| Franz Wüllner                          | Melaten-Friedhof (Flur 82, Nr. 5–8)                                           | Ernst Gustav Jaeger                         | Porträtmedaillon an Grabmal, Bronze                    | Kölner Bürgerkomitee                                        | 24. Mai 1904  | erhalten                                                      | blumenstreuende Figur zerstört                                                |      |
| Otto Leichtenstern                     | Im Garten des Augustahospitals                                                | Karl Donndorf                               | Büstendenkmal, Bronze                                  | Komitee aus Freunden, Schülern und Assistenten              | 20. Okt. 1907 | zerstört                                                      |                                                                               |      |
| Wilhelm Tangermann                     | Melaten-Friedhof (Flur 81, Nr. 8)                                             | Johann Baptist Schreiner                    | Relief am Sockel eines Kreuzes                         | Altkatholische Gemeinde Köln                                | 28. Mai 1910  | erhalten                                                      | Die Grabstätte wurde restauriert und nach Flur 102 versetzt                   |      |
| Wilhelm II.                            | Hohenzollernbrücke, Linksrheinisch                                            | Louis Tuaillon                              | Reiterstandbild, Bronze                                | Königliche Eisenbahndirektion Cöln                          | 20. Sep. 1910 | erhalten                                                      |                                                                               |      |
| Carl Aldenhoven                        | Melaten-Friedhof                                                              | Johann Baptist Schreiner                    | Porträtrelief an Stele                                 | Komitee aus Freunden und Verehrern                          | 25. Okt. 1910 | zerstört                                                      |                                                                               |      |
| Otto Andreae                           | Kunstgewerbemuseum Köln                                                       | Ferdinand Sieböck                           | Büste, Marmor                                          | Stadt Köln                                                  | 30. Nov. 1910 | verloren                                                      |                                                                               |      |
| Paul von Breitenbach                   | Nische an der Hohenzollernbrücke, unterhalb des Reiterstandbildes Wilhelm II. | unbekannt                                   | Büste, Bronze                                          | Staatseisenbahndirektion                                    | 12. Mai 1911  | verloren                                                      |                                                                               |      |
| Friedrich III.                         | Hohenzollernbrücke, Linksrheinisch                                            | Louis Tuaillon                              | Reiterstandbild, Bronze                                | Staatseisenbahndirektion                                    | 22. Mai 1911  | erhalten                                                      |                                                                               |      |
| Bernhard Bardenheuer                   | Vestibül des Bürgerhospitals                                                  | Wilhelm Fassbinder                          | Büste, Marmor                                          | Stadt Köln                                                  | 23. Mai 1914  | verloren                                                      |                                                                               |      |